# Hexenstein (Ardagger)

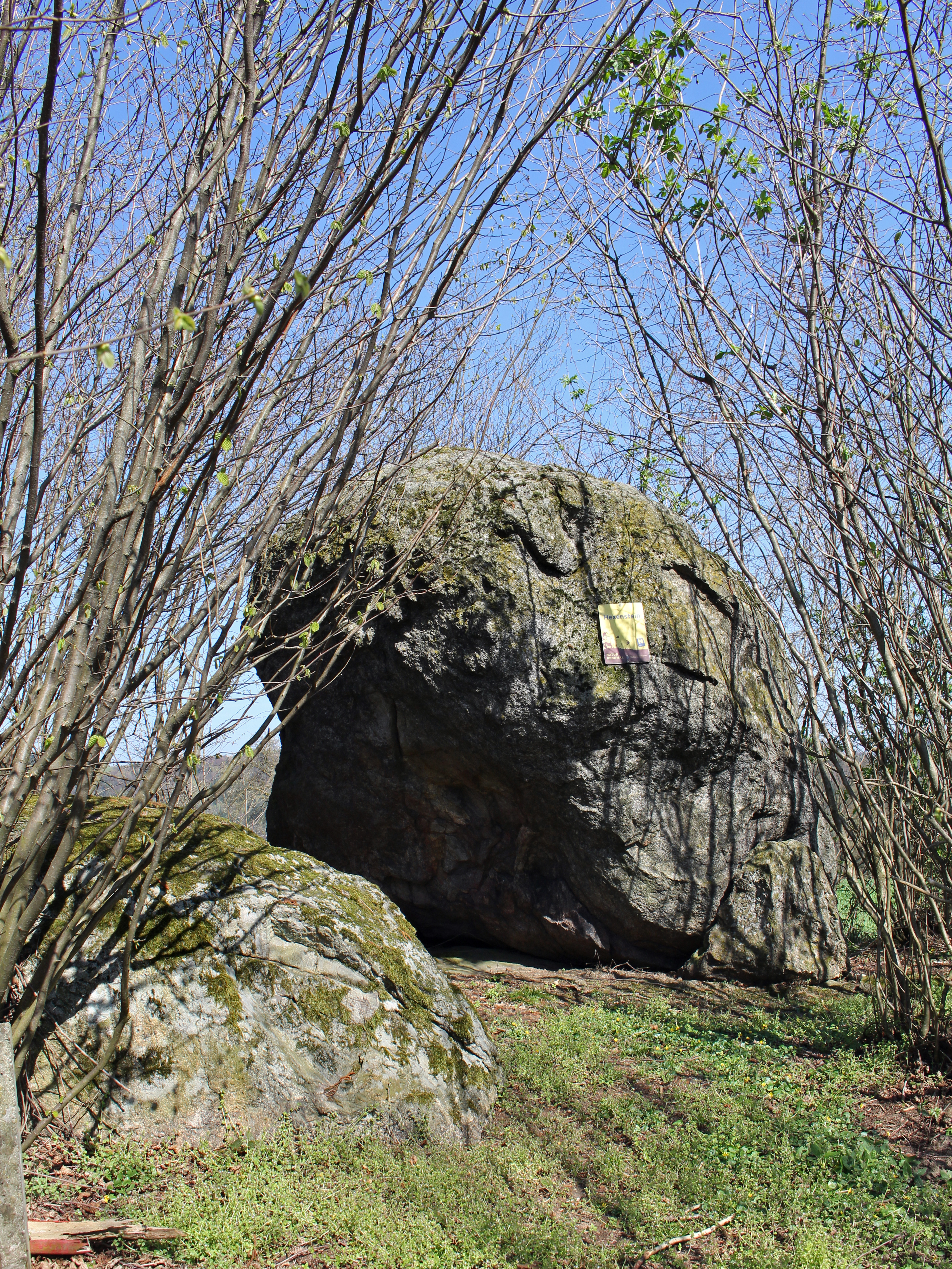
Der Hexenstein am Kollmitzberg

Der Hexenstein ist ein Granitblock und Schalenstein in der Ortschaft Innerzaun am Kollmitzberg bei Ardagger.
Der Hexenstein, der heute großteils von Buschwerk umgeben ist, ist ein senkrecht aufragender Granitblock, auf dessen Oberseite sich eine schalenförmige Ausnehmung befindet, die durch Verwitterung entstanden ist. Als Aufstiegshilfe in den Gesteinsblock sind Stufen eingehauen. Der Stein wurde früher für kultische Zwecke genutzt.
Von Hexenstein hat man eine hervorragende Rundumsicht.